# Улица Лидоню
Улица Ли́доню (латыш. Lidoņu iela — в переводе улица Лётчиков) — улица районного значения в Курземском районе города Риги. Имеет дугообразную форму, пролегает от улицы Даугавгривас у бывшего аэропорта в северо-западном, западном и юго-западном направлении до перекрёстка с улицей Гара, переходя далее в улицу Дзирциема в направлении к центру города. Относится к историческому району Ильгюциемс; участок улицы вдоль железнодорожных путей служит границей между Ильгюциемсом и Спилве.

## Транспорт
Общая длина улицы Лидоню составляет 1261 метр. На всём протяжении асфальтирована, движение двустороннее. От начала улицы до перекрёстка с улицами Балта и Спилвес имеет две полосы движения; далее по улице проложена троллейбусная линия, и проезжая часть имеет четыре полосы.
По всей длине улицы в обоих направлениях проходят автобусы маршрутов № 30 и 54, по части улицы курсируют троллейбусы № 9 и 25. Также на улице Лидоню расположена конечная остановка троллейбусов «Iļģuciems» («Spilves iela»).
В начальной части улицы находится тупиковая железнодорожная станция Ильгюциемс, относящаяся к ветке Засулаукс — Болдерая. В рамках модернизации железнодорожной сети здесь планируется строительство нового станционного здания и возобновление пассажирского сообщения.

## История
Улица Лидоню проложена в середине 1930-х годов от ул. Даугавгривас до ул. Цемента; название присвоено в 1935 году. Изначально улица ответвлялась от ул. Даугавгривас несколько севернее и пересекала пути станции Ильгюциемс.
Переименований улицы не было; в годы оккупации носила немецкое название Fliegerstrasse.
В конце 1960-х годов, при планировке микрорайонов на территории Ильгюциемса, улица Лидоню стала условной границей между микрорайонами Ильгюциемс-1 и Ильгюциемс-2. Её трасса была изменена и приобрела нынешнюю форму, а в 1974 году улица Лидоню была продлена до слияния с ул. Дзирциема путём присоединения части улицы Эдолес.

## Застройка
Историческая застройка улицы не сохранилась. Ныне существующие здания построены главным образом в третьей четверти XX века по типовым проектам, из них значительную часть составляют пятиэтажные жилые дома серии 464.
- Дом № 1 — 24-квартирный «сталинский» жилой дом, 1954 г.
- Дом № 2A — здание станции Ильгюциемс (на 2022 г. — заброшено).
- Дом № 27 — торговый центр Rimi, построен в 2017 году на месте кинотеатра «Илга» (1973, зал на 420 мест[7], закрыт в 1998).
- Дом № 27 k-2 — культурный центр «Ильгюциемс»[8], построен в 1974 году как Дом культуры Ленинградского района[9].

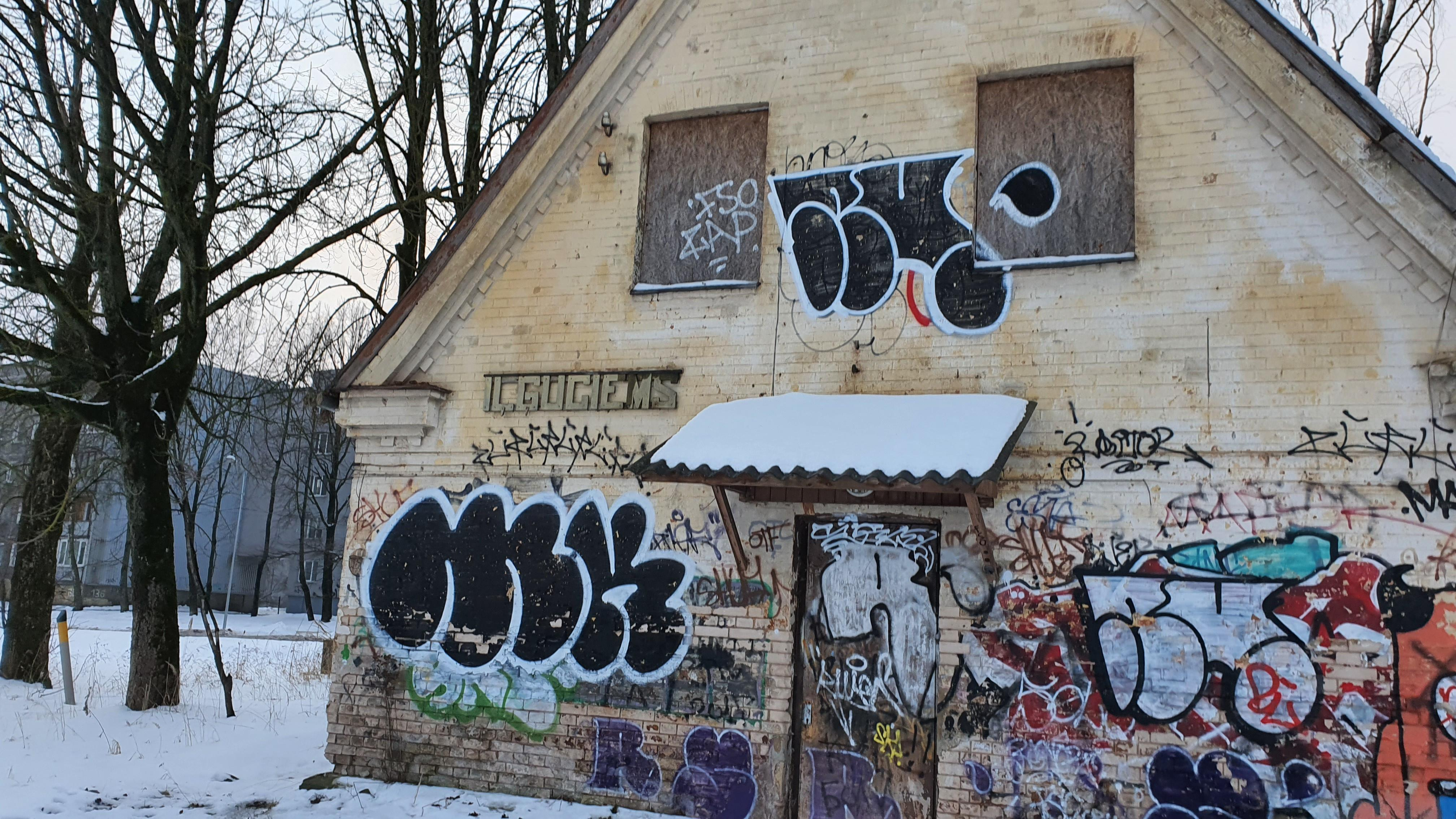
Станция Ильгюциемс, вид в сторону ул. Лидоню
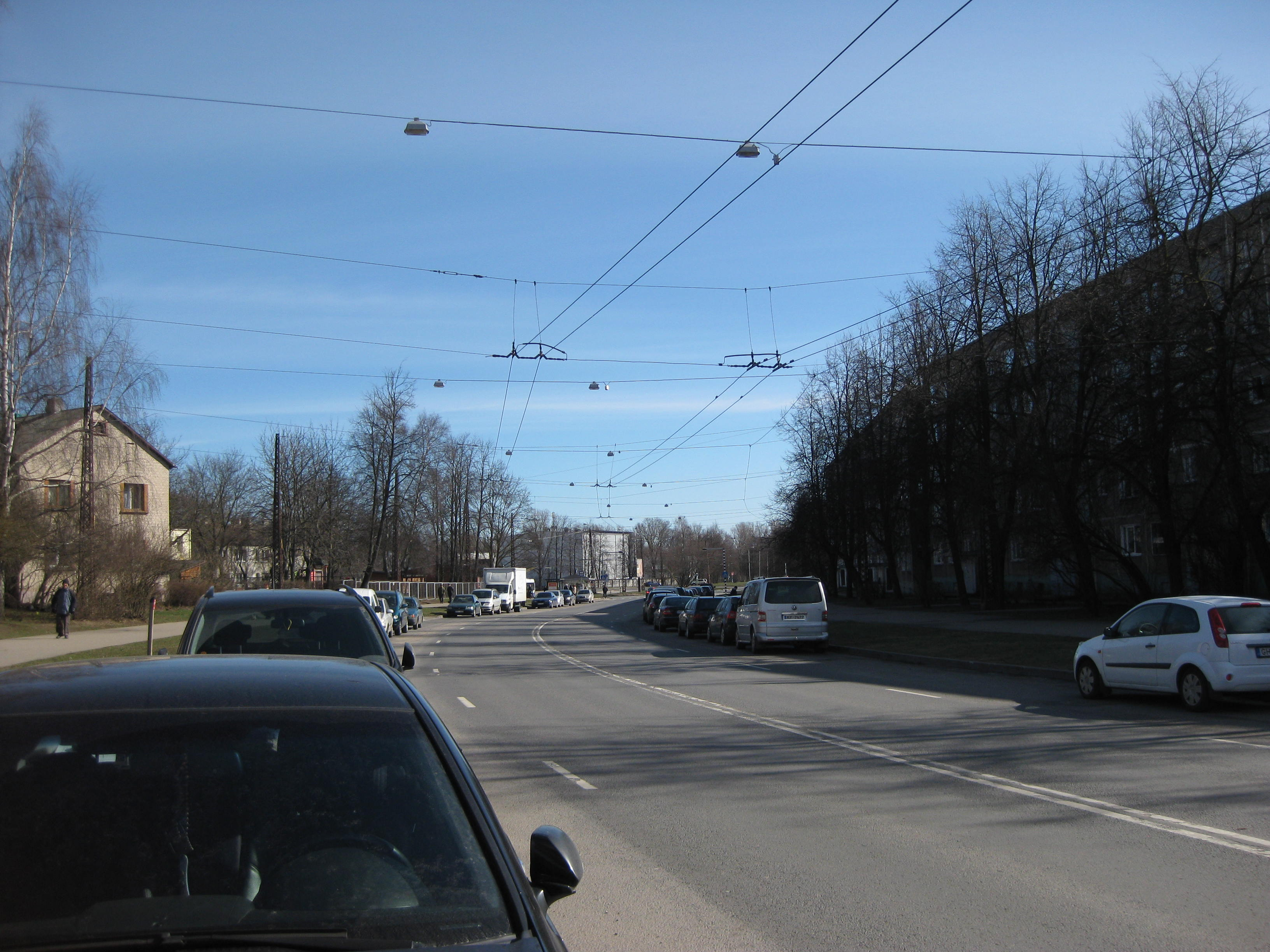
Средняя часть улицы
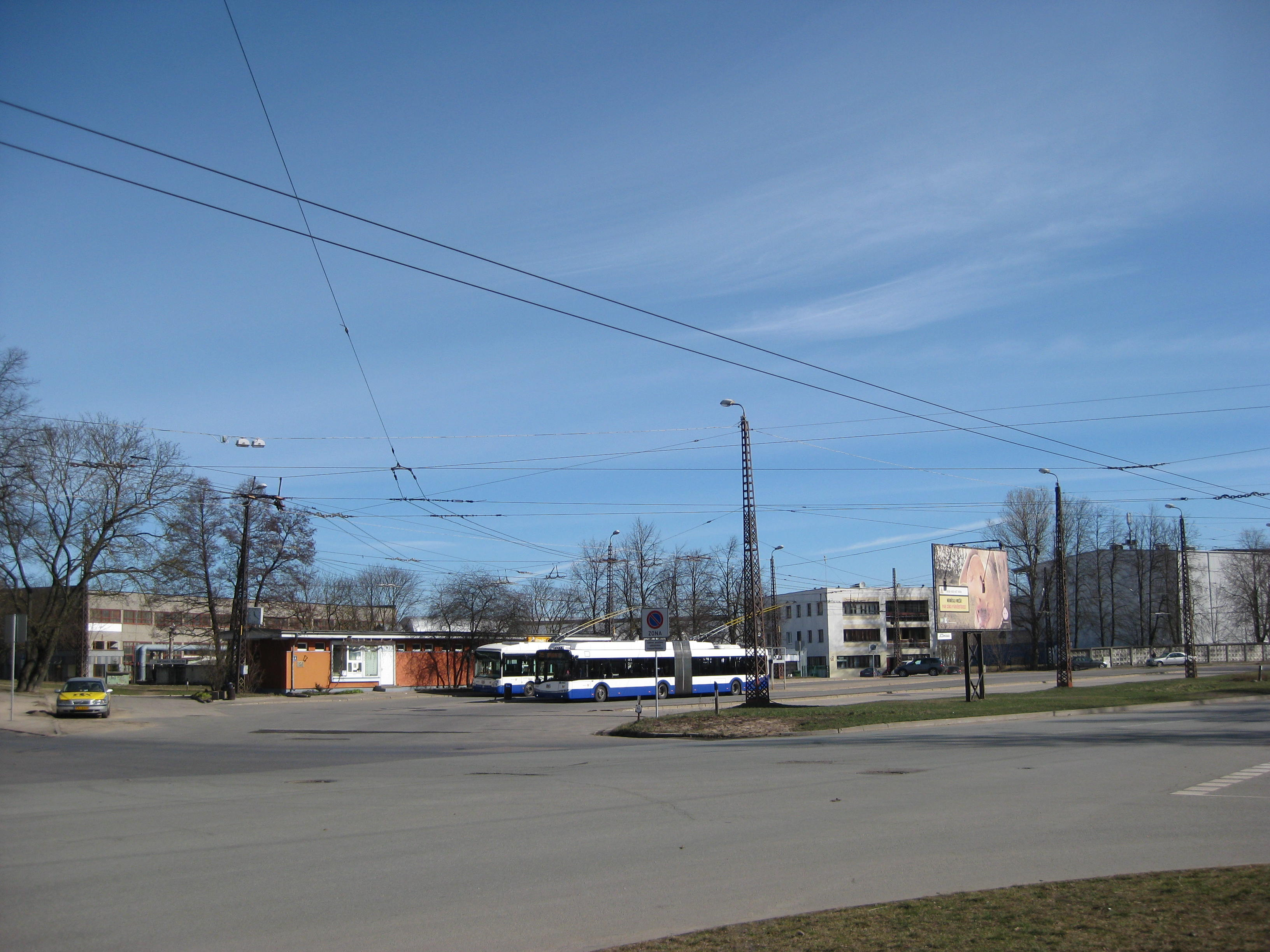
Конечная остановка троллейбусов
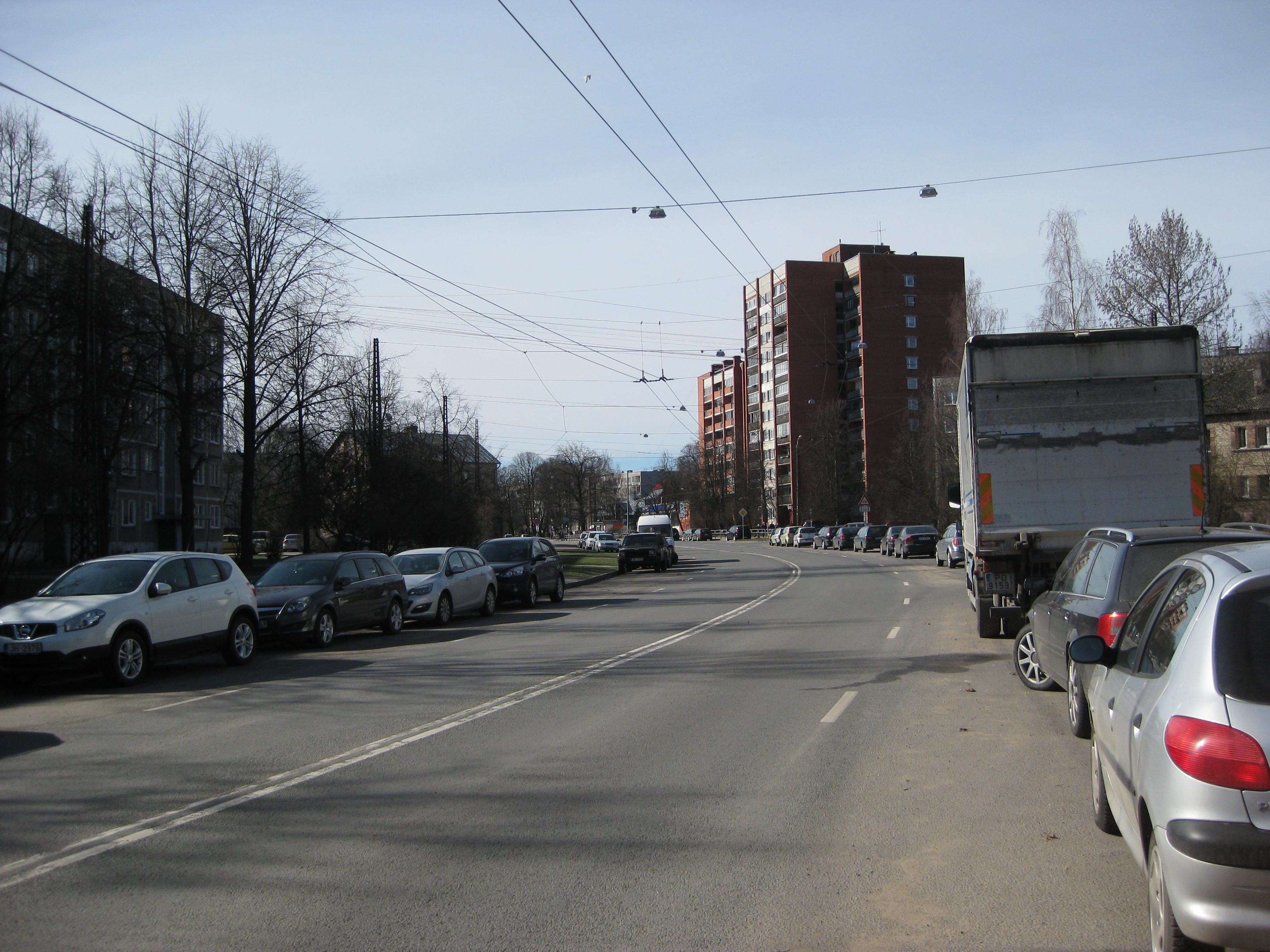
Вид на перекрёсток с ул. Цемента

## Прилегающие улицы
Улица Лидоню пересекается со следующими улицами:
- улица Даугавгривас
- улица Стурес
- улица Балта
- улица Спилвес
- улица Цемента
- улица Гара
- улица Дзирциема